# (10478) Alsabti
(10478) Alsabti est un astéroïde de la ceinture principale.

## Description
(10478) Alsabti est un astéroïde de la ceinture principale. Il fut découvert le 24 novembre 1981 à la station Anderson Mesa par Edward L. G. Bowell. Il présente une orbite caractérisée par un demi-grand axe de 2,99 UA, une excentricité de 0,10 et une inclinaison de 11,1° par rapport à l'écliptique.

## Compléments